# أيبياز دي جواروس
بلدية أيبياز دي جواروس (بالإسبانية: Ibeas de Juarros)‏، هي إحدى بلديات مقاطعة برغش، التي تقع في منطقة قشتالة وليون، والتي تقع في شمال غرب إسبانيا.
يبلغ عدد سكانها 1.025 نسمة وفقاً لإحصائية سنة (2002).